# Харалд Шумахер
Харалд Антон Шумахер (6. март 1954, Дирен) је бивши немачки фудбалски голман, а тренутно потпредседник ФК Келна.

## Клупска каријера
Професионалну каријеру Харалд Шумахер је почео у Келну, као резервни голман и прве сезоне 1972/73. није дебитовао за Келн. Дебитантску утакмицу је имао следеће сезоне 6. септембра 1973. као деветнаестогодишњак, када је први голман Келна Герхард Велц био повређен. Од наредне сезоне био је први голман Келна, за који је бранио све до 1987. Са Келном је сезоне 1976/77. освојио Куп Немачке, а следеће сезоне дуплу круну. За Келн је бранио све до 1987. када је објавио своју аутобиографију под називом „Почетни ударац”, где је износио оптужбе за употребу допинга код појединих играча. Шумахер је на другом по укупном броју утакмица за Келн одмах иза рекордера Волфганга Оверата који има само 1 утакмицу више од Шумахера, а рекордер је по броју утакмица у Бундеслиги.
Након Келна Шумахер је прешао у Шалке где брани једну сезону, а потом прелази у Фенербахче где брани 3 сезоне. Са Фенербахчеом је освојио титулу првака Турске сезоне 1988/89. Године 1991. се са 37 година враћа у Немачку и постаје члан Бајерн Минхена. За Бајерн је бранио на 8 утакмица, и почетком 1992. је завршио каријеру. Своју последњу утакмицу је ипак одиграо за Борусију Дортмунд у последњем колу Бундеслиге у сезони 1995/96. У Борусији је Шумахер тада био тренер голмана и трећи голман екипе, ушао је у игру у 88. минуту утакмице. Пошто је Борусија те сезоне освојила Бундеслигу, Шумахер је тако по други пут као играч освојио титулу првака Немачке, а уједно је постао најстарији играч који је то учинио.

## Репрезентативна каријера
Шумахер је за репрезентацију Немачке одиграо 76 утакмица. Са Немачком је освојио Европско првенство 1980, и играо је у два финала на Светским првенствима: 1982. и 1986. Каријеру у репрезентацији је завршио након објављивања аутобиграфије.

### Инцидент на СП 1982.
На утакмици полуфинала Светског првенства 1982. против Француске Шумахер је учествовао у судару са француским одбрамбеним играчем Батистоном. Судару је претходила дуга лопта коју је Платини послао према Батистону. Батистон и Шумахер су трчали према лопти, Батистон је први дошао до ње и шутирао према голу. Лопта је прошла поред Шумахера, који је скочио и у скоку куком ударио Батистона. Батистон је остао да лежи на трави, лопта је завршила поред гола а судија је досудио гол-аут. Батистон је остао без 2 зуба и са 3 сломљена ребра. На терену је добијао кисеоник, а Платини је изјавио како је мислио да је Батистон мртав јер није имао пулс и изгледао је бледо. Батистон је тако морао ван терена након свега 10-ак минута откако је ушао у игру. Утакмица је након продужетака завршена 3:3, а Немачка је прошла у финале након једанаестераца.

## Трофеји
Келн
- Бундеслига: 1977/78
- Куп Немачке: 1976/77, 1977/78, 1982/83

Фенербахче
- Суперлига Турске: 1988/89

Борусија Дортмунд
- Бундеслига: 1995/96

Западна Немачка
- Европско првенство: 1980

Индивидуални
- Фудбалер године у Немачкој: 1984, 1986
- Део тима Европског првенства: 1984